# Eugen Sell
Eugen Sell (* 5. April 1842 in Bonn; † 13. Oktober 1896 in Berlin) war ein deutscher Nahrungsmittelchemiker.

## Leben
Eugen Sell wurde als Sohn des Bonner Rechtsprofessors Karl Sell geboren. Nach dem Besuch des Gymnasiums in Bonn studierte er an der Rheinischen Friedrich-Wilhelms-Universität Bonn Naturwissenschaften und Mathematik. 1859 wurde er Mitglied des Corps Rhenania Bonn. In den Jahren 1860 und 1861 war er Assistent am physikalischen Institut bei Julius Plücker. Zu seinen weiteren akademischen Lehrern in Bonn gehörten August Beer und Hans Heinrich Landolt. 1861 setzte er sein Studium in London am Royal College of Chemistry bei August Wilhelm von Hofmann und an der Royal School of Mines fort. Nachdem er im Herbst 1862 nach Bonn zurückgekehrt war und das Examen mit Auszeichnung abgelegt hatte, wurde er Mitte 1863 zum Dr. phil. promoviert. Anschließend legte er die Staatsprüfung für das höhere Lehramt ab. Im Sommer 1864 bildete er sich an der Ruprecht-Karls-Universität Heidelberg bei Robert Wilhelm Bunsen und Hermann Kopp fort. Im Herbst 1864 ging er für weitere Studien nach Paris.
Ab 1865 war Sell Assistent am Chemischen Institut der Friedrich-Wilhelms-Universität Berlin. 1868 gehörte er zu den Gründungsmitgliedern der „Deutschen Chemischen Gesellschaft zu Berlin“, 1869 wurde er Privatdozent für Chemie, 1875 erfolgte seine Ernennung zum außerordentlichen Professor für Chemie. Daneben lehrte er an der Gewerbeakademie und ab 1879 an der Technischen Hochschule Berlin analytische Chemie.
1876 wurde Sell zum Mitglied des Kaiserlichen Gesundheitsamtes berufen, an dem er ab 1877 das chemische Laboratorium leitete. Sell gehörte zu den Herausgebern der 1886 entstandenen Vierteljahresschrift über die Fortschritte der Chemie der Nahrungs- und Genußmittel, der Gebrauchsgegenstände sowie der hierher gehörenden Gewerbe. Im 1891 gegründeten Preußischen Institut für Infektionskrankheiten war er für das chemische Laboratorium zuständig.

## Auszeichnungen
- Ernennung zum Geheimen Regierungsrat

## Schriften
- Beiträge zur Kenntnis der Tolylreihe, 1863
- De toluidino substantiisque ab eo derivatis, 1863
- Grundzüge der modernen Chemie nach der 3ten Auflage von A. Naquet's "Principes de Chimie", deutsch bearbeitet und herausgegeben von Dr. Eugen Sell, 1. Band, Anorganische Chemie, 2. Band, Organische Chemie, 1870
- Ueber Kunstbutter: Ihre Herstellung, Sanitäre Beurtheilung und die Mittel zu ihrer Unterscheidung von Milchbutter, 1886
- Über Branntwein, seine Darstellung und Beschaffenheit in Hinblick auf seinen Gehalt an Verunreinigungen, sowie über Methoden zu deren Erkennung, Bestimmung und Entfernung, 1888
- Über die Reinigung von Rohspiritus und Branntwein nach dem Verfahren von Dr. J. Traube und Dr. G. Bodländer, 1890
- Ueber Cognak, Rum und Arak: das Material zu ihrer Darstellung, ihre Bereitung und nachherige Behandlung unter Berücksichtigung der im Handel üblichen Gebräuche, sowie ihrer Ersatzmittel und Nachahmungen sowie die Ergebnisse ihrer chemischen Untersuchung, 1891
- Die Bestimmung des Molekulargewichts in theoretischer und praktischer Beziehung, 1892 (Zusammen mit Karl Windisch)